# بابلو فيلالوبوس
بابلو فيلالوبوس (بالإسبانية: Pablo Villalobos)‏ هو منافس ألعاب قوى إسباني، ولد في 20 مايو 1978 في ألمندراليخو في إسبانيا.

## وصلات خارجية
- بابلو فيلالوبوس على موقع الاتحاد الدولي لألعاب القوى (الإنجليزية)